# Красное (Александро-Невский район)
Красное — село в Александро-Невском районе Рязанской области, входит в состав Каширинского сельского поселения.

## Географическое положение
Село расположено в 17 км на северо-восток от центра поселения посёлка Каширин и в 19 км на северо-восток от райцентра посёлка Александро-Невский.

## История
Село Красное имеет и второе название Дуровщина по фамилии помещиков Дуровых, которым принадлежало это село. А также оно называлось Преображенским по названию церкви Преображения Господня. Название Красное село получило за красивую барскую усадьбу, построенную из красного кирпича. Барин Дмитрий Петрович Дуров, из сержантов гвардии вышедший в армейские прапорщики и позднее бывший прокурором Владимирского земского суда, отличался известной чудаковатостью и стал героем комедии своего приятеля князя И.М. Долгорукова «Дурылом» (1818). Его сестра Анна Дмитриевна Дурова, была известной светской дамой и упомянута А.С. Пушкиным в романе «Евгений Онегин».
А описание поместья и нравов барина Дурова пригодилось Пушкину при написании повести «Дубровский». В книге это имение Кирилла Петровича Троекурова. Хотя реальный прототип Дубровского — помещик Островский — лишился своей усадьбы в Минской губернии. А прототипом Троекурова был тульский помещик-самодур Измайлов.      
В основу истории женитьбы князя Верейского и Маши также положена реальная история замужества племянницы Дмитрия Петровича, Анны Ивановны Дуровой и Михаила Никитича Кречетникова, бывшего в то время Генерал-губернатором Рязанской губернии.     
Впоследствии, Анна Ивановна Кречетникова (урожденная Дурова) село Красное унаследовала. Затем, владельцем был шурин Дмитрия Петровича генерал Заборовский Иван Александрович. Ввиду бездетности Ивана Александровича село отошло в приданное к его племяннице, одновременно дочери Дмитрия Петровича Дурова и Веры Александровны Заборовской Надежде, вышедшей замуж за генерала Ивана Скобелева.    
Время первоначального построения в селе Красном Преображенской церкви не известно, но она уже упоминается в окладных книгах 1676 года, где при ней показано церковной земли 10 четвертей в поле, сенных покосов на 50 копен. В приходе, состоящем из села Красного и деревень Высокой, Княжей Дубровы и Гайков, было 9 дворов помещичьих, 86 дворов крестьянских, 10 бобыльских. Каменная Преображенская церковь построена была в 1771 году тульским наместником Михаилом Никитичем  Кречетниковым. В 1890 году тщанием прихожан и доброхотных дателей церковь была распространена. Престолов было два: в настоящей холодной – во имя Преображения Господня, а в предельной теплой – во имя Богоявления Господня.
В XIX — начале XX века село входило в состав Никольской волости Ряжского уезда Рязанской губернии. В 1906 году в селе было 110 дворов.
С 1929 года село входило в состав Маровского сельсовета Новодеревенского района Рязанского округа Московской области, с 1937 года — в составе Рязанской области, с 2005 года — в составе Каширинского сельского поселения.

## Население
| 1859 | 1897 | 1906 | 2010 | 2023 |
| ---- | ---- | ---- | ---- | ---- |
| 576  | ↘532 | ↗694 | ↘15  | ↘9   |

## Достопримечательности
В селе расположена недействующая Церковь Спаса Преображения (1771).